# Instituto de Nuestra Señora del Camino
El Instituto de Nuestra Señora del Camino (oficialmente en latín: Unio Beate Mariae Virginis a Strata; cooficialmente en alemán: Gemeinschaft Unserer Lieben Frau vom Wege) es un instituto secular católico femenino de derecho pontificio, fundado por Carl Dinkhauser, en viena (Austria), en 1936.

## Historia
El sacerdote jesuita Carl Dinkhauser, con la colaboración de un grupo de mujeres, a la cabeza de Maria Elisabeth Strachotinsky, dio inicio en la ciudad de Viena, capital de Austria, en 1936, a una asociación de consagradas, pero con la novedad de estar insertas en sus ambientes de trabajo y familiar. Las primeras integrantes provenían de las asociaciones marianas. Ese mismo año, las primeras tres consagradas profesaron sus votos, entre ellas Strachotinsky, quien por más de 30 años dirigió el instituto. La asociación fue erigida como instituto secular de derecho secular en 1948, mientras que el reconocimiento pontificio le llegó el 3 de enero de 1953.

## Organización
El Instituto de Nuestra Señora del Camino es un instituto de vida consagrada de gobierno centralizado, a nivel mundial tienen una presidente. Sin embargo cada asociación nacional o regional mantienen su autonomía. Los miembros no viven en comunidad, pero pueden formar pequeños grupos de encuentro para apoyarse en diversas actividades de trabajo. El ideal es que cada una de las mujeres que hace parte de él, tomen como modelo a la Virgen María es su advocación del Camino. La espiritualidad del instituto es ignaciana por lo cual se encuentran muy ligadas a la Compañía de Jesús.
El instituto se encuentra presente en Austria, Alemania, República Checa, Eslovaquia, Hungría, Bélgica, Italia, Rumanía, Irlanda, Estados Unidos, Jamaica, San Cristóbal y Nieves, India, Taiwán y Corea. La sede central se encuentra en Viena.